# فابیان کالیگ
فابیان کالیگ (انگلیسی: Fabian Kalig؛ زادهٔ ۲۸ مارس ۱۹۹۳) بازیکن فوتبال اهل آلمان است.
از باشگاه‌هایی که در آن بازی کرده‌است می‌توان به باشگاه فوتبال ماینتس ۰۵ اشاره کرد.